# Villiers-le-Sec (Val-d'Oise)
Villiers-le-Sec is een gemeente in het Franse departement Val-d'Oise (regio Île-de-France) en telt 152 inwoners (2004). De plaats maakt deel uit van het arrondissement Sarcelles.

## Geografie
De oppervlakte van Villiers-le-Sec bedraagt 3,3 km², de bevolkingsdichtheid is 46,1 inwoners per km².
De onderstaande kaart toont de ligging van Villiers-le-Sec (Val-d'Oise) met de belangrijkste infrastructuur en aangrenzende gemeenten.

## Demografie
Onderstaande figuur toont het verloop van het inwonertal (bron: INSEE-tellingen).